# 나머지
나머지(영어: remainder)는 산술에서 두 정수의 나눗셈 이후, 온전한 정수 몫으로 표현할 수 없이 남은 양을 가리킨다. 잉여(剩餘)라고도 한다.
선형 등식의 일반적인 형태는 {\displaystyle a=q\times d+r}로 표현할 수 있다.
이 등식에서 {\displaystyle q}는 몫이고 {\displaystyle r}은 나머지이다.
이 등식은 나머지를 구하기 위해 {\displaystyle r=a-q\times d}로도 표현할 수 있다. 그러나 {\displaystyle a}와 {\displaystyle d}는 자연수여야 하며 {\displaystyle d}는{\displaystyle 0}이 되어서는 안 된다. 몫은 {\displaystyle a}를 {\displaystyle d}로 나눈 정수의 결과물이다. 또, 나머지는 정수여야만 한다.
{\displaystyle {a \over d}=q+{r \over d}}
{\displaystyle {13 \over 3}=4+{1 \over 3}={{12+1} \over 3}={13 \over 3}}

## 연산
나머지 연산(modulo)은 MOD또는 mod로 표기한다.
MOD는 기수법이나 컴퓨터 프로그래밍 언어에서 나머지연산을 나타내는 기호로 사용된다.
{\displaystyle a{\bmod {b}}}라고 하면 a를 b로 나누었을 때의 나머지를 말한다.
피제수(a) 보다 제수(b)가 더 크면 피제수(a)가 나머지가 된다.
{\displaystyle 10{\bmod {3}}=1\;,\;9{\bmod {3}}=0\;,\;1{\bmod {3}}=1}

## 참고 문헌
- Davenport, Harold (1999). 《The higher arithmetic: an introduction to the theory of numbers》. Cambridge, UK: Cambridge University Press. 25쪽. ISBN 0-521-63446-6.
- Zuckerman, Martin M (1985). 《Arithmetic: A Straightforward Approach》. Lanham, Md: Rowman & Littlefield Publishers, Inc. ISBN 0-912675-07-1.

## 같이 보기
- 나눗셈
- 몫
- 제곱잉여
- 다항식 나머지 정리
- 중국인의 나머지 정리
- 모듈러 연산